# Saint-Aignan-des-Noyers
Saint-Aignan-des-Noyers is een gemeente in het Franse departement Cher (regio Centre-Val de Loire) en telt 100 inwoners (2009). De plaats maakt deel uit van het arrondissement Saint-Amand-Montrond.

## Geografie
De oppervlakte van Saint-Aignan-des-Noyers bedraagt 10,5 km², de bevolkingsdichtheid is dus 9,5 inwoners per km².
De onderstaande kaart toont de ligging van Saint-Aignan-des-Noyers met de belangrijkste infrastructuur en aangrenzende gemeenten.

## Demografie
Onderstaande figuur toont het verloop van het inwonertal (bron: INSEE-tellingen).